# Gli anni d'oro (Raffaella Carrà)
Gli anni d'oro è la dodicesima raccolta italiana di Raffaella Carrà, pubblicata nel 1997 dall'etichetta discografica BMG Ricordi.

## Il disco
Ennesima compilation di brani estratti dai primi tre album pubblicati tra il 1970 e il 1972 dalla cantante con l'etichetta RCA Italiana, in seguito acquisita dalla BMG. Fa parte della collana a prezzo economico intitolata Gli anni d'oro, distribuita su CD e MC sottotitolati (Raffaella Carrà) da "Tuca Tuca" a "Ma che musica maestro".
Come molte delle raccolte precedenti non contiene inediti, non è mai stata promossa dall'artista e non è disponibile per il download digitale o per lo streaming.
I brani Pensami e soprattutto Domenica non è sono rari da trovare inseriti in una raccolta.

## Tracce
Edizioni musicali BMG Ricordi
1. Ma che musica maestro – 3:16 (testo: Sergio Paolini, Stelio Silvestri – musica: Franco Pisano)
2. Gocce di pioggia su di me[2] (Raindrops Keep Fallin' on My Head) – 3:26 (testo: Hal David – musica: Burt Bacharach)
3. El Borriquito – 3:40 (Peret [3])
4. Tuca tuca – 2:38 (testo: Gianni Boncompagni – musica: Franco Pisano)
5. Reggae Rrrrr! – 2:35 (testo: Gianni Boncompagni – musica: Franco Pisano)
6. Maga Maghella – 2:45 (testo: Castellano e Pipolo[4] – musica: Franco Pisano)
7. Chissà se va – 2:50 (testo: Castellano e Pipolo – musica: Franco Pisano)
8. Domenica non è (Hum a Song (from Your Heart)) – 2:31 (testo: Gianni Meccia, Gianni Boncompagni – musica: Richard Ross)
9. E penso a te – 4:02 (testo: Mogol – musica: Lucio Battisti)
10. Pensami (Who Are We) – 3:13 (testo: Climax[5], Gianni Boncompagni – musica: James Last)